# Io solo senza te/Due bicchieri
Io solo senza te/Due bicchieri è un singolo di Pupo del 1977. Una delle tracce, Io solo senza te, nel 1979 fu inserita nell'album Gelato al cioccolato, dello stesso Pupo

## Tracce
LATO A:
- Io solo senza te (A. La Bionda-E. Ghinazzi-C. La Bionda)

LATO B:
- Due bicchieri (E. Ghinazzi)